# Sveti Cesijan
Sveti Cesijan (Cessianus, oko. 295 - 303) je kršćanski mučenik koji je pogubljen za vrijeme Dioklecijanovih progona, kada je bio 8-godišnje dijete. Rimokatolička crkva ga je proglasila svecem. Godine 1838. je papa Grgur XVI. biskupu Mathiasu Lorasu povjerio Cesijanove relikvije da ih odnese u SAD. 1986. su ugrađene u oltar katedrale sv. Rafaela u Dubuqeu.